# 魏哲浩
魏哲浩（1978年6月20日—），湖南省岳阳市人，毕业于湖南大众传媒职业技术学院，湖南广播电视台新闻中心主持人。

## 生涯

### 湖南经视主持人
- 《湖南经视新闻》
- 《真情》
- 《幸福来敲门》[1]

### 湖南卫视主持人
- 《湖南新闻联播》

## 家庭
魏哲浩和湖南经视的一位女主持人蒋宏杰结了婚，两人育有女儿魏语彤、蒋欣彤。2010年12月13日，女儿魏语彤出生。